# Slavhorod, Sînelnîkove
Slavhorod (în ucraineană Славгород) este o așezare de tip urban din raionul Sînelnîkove, regiunea Dnipropetrovsk, Ucraina. În afara localității principale, mai cuprinde și satele Behma, Novooleksandrivske, Novooleksandropil, Perșozvanivka, Polove și Turhenivka.

## Demografie
Componența lingvistică a așezării de tip urban Slavhorod
     Ucraineană (90,72%)
     Rusă (8,57%)
     Alte limbi (0,24%)
Conform recensământului din 2001, majoritatea populației așezării de tip urban Slavhorod era vorbitoare de ucraineană (90,72%), existând în minoritate și vorbitori de rusă (8,57%).